# Gare d'York
La gare d'York est une gare ferroviaire du Royaume-Uni, située à York dans le nord de l'Angleterre.

## Situation ferroviaire
La gare se trouve sur la ligne principale entre Londres et Édimbourg, la East Coast Main Line. Le trajet entre Londres et York est un des plus rapides du réseau ferré britannique (déporvu de lignes à grande vitesse hors la liaison avec le Continet européen), le temps de parcours minimal étant 1h48.

## Histoire
Dès 1839, York s'équipe d'une gare sous la forme d'un bâtiment temporaire situé à l'extérieur des murs de la ville et construit par York and North Midland Railway (en) aux environs de Queen Street Bridge. Cette gare accueille le premier train arrivant à York en mai 1839. Cette gare temporaire est vite remplacée par une nouvelle gare située à l'intérieur des murs de la ville et qui ouvre le 4 janvier 1841. À son ouverture cette gare compte deux plateformes pour 5 voies, complétées par une nouvelle plateforme en 1845 lors de l'ouverture de la ligne vers Scarborough.
À partir de 1873 les travaux de la nouvelle gare commencent sur le site d'un ancien cimetière romain, à l'extérieur des murs de la ville. La gare dessinée par les architectes Thomas Prosser et William Peachey comptent 13 plateformes et est présentée par certains comme la plus grande gare du monde au moment de son ouverture. Le 25 juin 1877, la nouvelle gare est inaugurée. En 1900, une nouvelle plateforme est construite à l'ouest de la gare, puis deux supplémentaires en 1938.
La gare devint un monument classé de Grade II* en 1968.